# Xylocampa nigrabrunnea
Xylocampa nigrabrunnea är en fjärilsart som beskrevs av Huggins 1964. Xylocampa nigrabrunnea ingår i släktet Xylocampa och familjen nattflyn. Inga underarter finns listade i Catalogue of Life.